# 怪傑黄金時間隊!!
『怪傑黄金時間隊!!』（かいけつおうごんじかんたい）は、1990年1月11日から同年3月22日までTBS系列局で放送されていたTBS製作のバラエティ番組である。放送時間は毎週木曜 22:00 - 22:54 （日本標準時）。

## 概要
内容は回ごとに異なり、ドラマを放送する回もあれば、出演者同士のトークを放送する回、音楽番組にする回もあったりと様々だった。
番組タイトルの頭には、各回のメイン出演者の名前を冠していた。たとえば、板東英二と和田アキ子がメインを務めた第1回では『板東・アッコの怪傑黄金時間隊!!』となった。また、タイトルにある「黄金時間」は直訳するとゴールデンタイムとなるが、本番組は22時台での放送であるため、プライムタイムには入るがゴールデンタイムからは外れていた。

## 出演者
- 板東英二
- 和田アキ子
- 所ジョージ
- 野沢直子
- SET（三宅裕司）
- 高島忠夫
- 森口博子
- 上岡龍太郎
- 島田紳助
- 渡辺正行
- 諸星和己
- 筑紫哲也
- 三屋裕子
- 田中美佐子
- 高田純次
- 山瀬まみ
- 徳光和夫
- 石川さゆり

## 放送内容例
- 現代の人気物大研究
- 帰ってきた減点ファミリー
- ザ・激論 スキがあったらかかって来んかい!!

裏番組をふっとばせ
岡本夏生いきなり野球拳
スターびっくり箱
スカート切り